# Masku kyrka

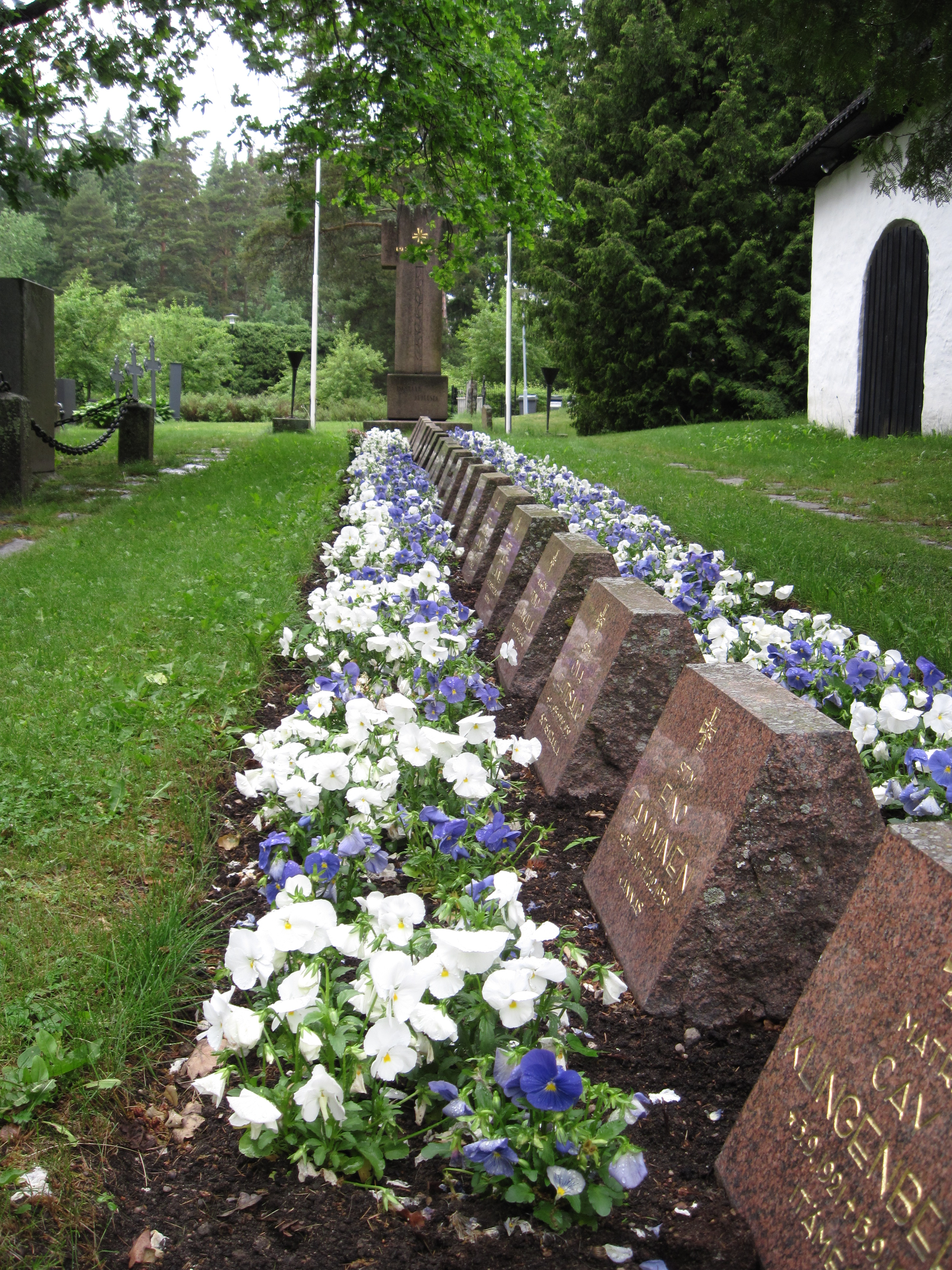
Masku kyrka, hjältegravarna För fosterlandet 1939–1944.

Masku kyrka är en medeltida kyrka i Masku, Finland. Kyrkan byggdes mellan 1490–1510. Kyrkan är helgad åt Johannes Döparen och Den heliga Ursula.
En äldre sakristia har uppförts på östra sidan av kyrkorummet. På sydsidan finns ett yngre vapenhus. Det exceptionella är att det inte finns någon västportal. Ett förhus av trä finns framför prästdörren.  
Kyrkan har ett skepp med fyra travéer som är försedda med stjärnvalv. Nederdelen av väggarna har draperimålningar i blått och rött. Bänkarna och orgelläktaren är från 1880-talet. Till de medeltida föremålen hör bland annat det senmedeltida triumfkrucifixet, det schlesiska altarskåpet och en dopfunt av kalksten. Predikstolen i barockstil, gravstenarna av kalksten i koret och det dubbeldäckade örlogsfartyget är från 1600-talet. Från följande århundrade är votivskeppet som donerats av kyrkoherde Simon Vaccenius och hans hustru Regina Reuter, kyrkmålaren Jonas Bergmans oljemålningar och en moraklocka i rokokostil. 
Klockstapelns nedre del är medeltida men när den övre delen byggdes av trä är okänt. Masku kyrka och prästgården utgör en nationell kulturmiljö. Masku museum är beläget i närheten av kyrkan.
Skulptören Ilmari Wirkkala planerade och utförde hjältegravarna 1951.